# Juhász Sándor (politikus)
Juhász Sándor (horvátul Šandor Juhas, Pélmonostor, 1954. július 12.) horvátországi magyar pedagógus, politikus. 2002-től a Magyar Egyesületek Szövetsége elnöke, 2014 és 2016 között a horvát parlament, a Szábor horvátországi magyar nemzetiségi képviselője.

## Életpályája
Iskolai tanulmányait szülővárosában végezte, majd az újvidéki Természettudományi Egyetemen kezdte meg egyetemi tanulmányait, ahol 1979-ben végzett földrajz szakon. Diplomázását követően az eszéki községi hivatalban kezdett el dolgozni, belső elhárítási feladatokat látott el, majd 1988-ban az Eszéki Népfőiskola munkatársa lett. 1996-ban a Pélmonostori Gazdasági Szakközépiskola földrajztanára lett. Tanári munkája mellett Pélmonostor sportéletében is aktív volt: versenyszerűen kosárlabdázott, később a csapat edzője lett. Ezenkívül 1997-ben a Pélmonostori Magyar Kultúregyesület alapítója volt, az egyesület 1999-ben elnökévé választotta.
A helyi politikai közéletben a délszláv háborút követően lett aktív, amikor előbb a pélmonostori városi elöljáróságon volt magyar képviselő, majd a városi tanács tagja lett. Ezenkívül 2003 és 2014 között az Észak-Baranya Megyei Kisebbségi Önkormányzat képviselője is volt. 2002-ben a Magyar Egyesületek Szövetsége (MESZ) elnökévé választották, amelynek jelöltjeként a 2011-es horvátországi parlamenti választáson Sója Dénes helyettes képviselőjévé választották. 2014-ben, Sója lemondása után, a horvátországi magyarok parlamenti képviselője lett. Hivatali esküjét április 4-én tette le. A 2015-ös választáson szoros eredménnyel megválasztották képviselővé (Juhász 50,24%-os eredményt ért el, míg ellenfele, Jankovics Róbert 49,76%-ot). A választás után megalakult Száborban a nemzetiségi képviselők frakciójának vezetőjévé választották. A 2016-os parlamenti választásokon szoros versenyben alulmaradt Jankoviccsal szemben.
2014 és 2016 között a horvát parlamentben a nemzetiségi képviselők, illetve a független képviselők frakciójában ült, az emberi jogi és nemzetiségi, valamint a helyi és regionális önkormányzati bizottságok tagja volt. A MESZ elnökeként tagja a Magyar Állandó Értekezletnek, illetve a Kárpát-medencei Magyar Képviselők Fórumának.
2017-ben az általa vezetett MESZ ellen végrehajtást kezdeményezett a horvát számvevőszék, mivel több mint 1 millió kunával nem tudtak elszámolni. Juhász ekkor lemondott tisztségéről, a végrehajtási folyamat még nem zárult le. Az eset során felmerült a korrupció és a vesztegetés gyanúja is.